# لکزینگتن (میسیسیپی)
لکزینگتن (به انگلیسی: Lexington) شهری در ایالت میسیسیپی کشور ایالات متحده آمریکا است که جمعیت آن در سرشماری سال ۲۰۱۰ میلادی، ۱٬۷۳۱ نفر بوده‌است.